# Solfato
Lo ione solfato è un anione poliatomico con formula chimica SO2−4 ed una massa molecolare di 96,06 u; consiste in un atomo di zolfo centrale circondato da quattro atomi di ossigeno equivalenti in un arrangiamento a tetraedro. Lo stato di ossidazione dello zolfo è +6.

## Descrizione
I solfati sono sali dell'acido solforico, derivati per sostituzione dell'idrogeno con metalli, ottenuta generalmente mediante una normale reazione di salificazione (per esempio acido + base). Sono detti solfati anche i prodotti di reazioni dell'acido solforico con basi organiche, quali ammine, ammine sostituite, ammine diazotate (solfati di diazonio) ecc., con alcaloidi (chinina, atropina, stricnina) e solfati sono anche detti talvolta gli esteri dell'acido solforico con gli alcoli (dimetil-, dietil-solfato, ecc.) usati nelle reazioni di alchilazione.
Si conoscono solfati di quasi tutti i metalli e si hanno sia solfati neutri (Na2SO4, solfato sodico) sia solfati monoacidi o idrogenosolfati detti impropriamente bisolfati (NaHSO4, idrogenosolfato sodico); esistono inoltre solfati basici, come quello di rame, Cu(OH)2CuSO4, presente nella poltiglia bordolese usata come anticrittogamico, e solfati doppi come i cosiddetti allumi.
Diversi minerali più o meno diffusi sono costituiti da solfati, di cui alcuni hanno importanza economica per l'estrazione del metallo o la preparazione dei rispettivi composti oppure sono direttamente impiegati come fertilizzanti, per il trattamento di terreni agrari e così via.
Molti solfati vengono prodotti su larga scala per le loro molteplici applicazioni nell'industria chimica in generale e, in particolare, per preparare altri sali o come reagenti o per il loro impiego nei più svariati campi.

### Chimica analitica
Nell'analisi a umido, la ricerca dei solfati si basa sulla precipitazione del solfato di bario, che ha un caratteristico colore bianco ed elevata finezza.
Si acidifica una soluzione del campione con dell'acido cloridrico e vi si aggiunge cloruro di bario: in presenza di ioni solfato si forma un precipitato bianco di solfato di bario. Si acidifica con HCl, per evitare che al posto del solfato di bario precipiti il carbonato di bario, che ha un prodotto di solubilità molto simile al bario solfato.
{\displaystyle {\ce {SO4^2- + BaCl2 -> BaSO4 v +2 Cl-}}}

### Proprietà
La maggior parte dei solfati sono solubili in acqua. Le eccezioni includono il solfato di calcio e il solfato di bario.

### Preparazione
Lo ione solfato si può formare per:
- la reazione tra l'anidride solforica con acqua o un idrossido

{\displaystyle {\ce {SO3 + Ba(OH)2 -> BaSO4 v + H2O}}}
- ossidazione del solfito

## Applicazioni
I solfati sono importanti nell'industria chimica e nei sistemi biologici:
- nelle batterie acide al piombo, che utilizzano acido solforico
- in alcuni micro organismi anaerobici, che vivendo nelle profondità degli oceani utilizzano le acque ricche di solfati come accettatori di elettroni
- come alghicidi (ad esempio il solfato di rame)
- in medicina, il solfato di magnesio si utilizza nei bagni terapeutici
- il gesso, utilizzato anche per gli intonaci, è solfato di calcio disidratato
- nei componenti elettrici, lo ione solfato è utilizzato come drogante cationico

## Effetti ambientali
I solfati sono presenti nell'atmosfera sotto la forma di aerosol prodotti dalla combustione di combustibili fossili e biomasse. La presenza di questi particolati aumenta l'acidità dell'atmosfera terrestre ed è causa delle piogge acide.

### Effetti principali sul clima
L'effetto principale dei solfati sul clima è legato alla diffusione della luce. La loro presenza nell'atmosfera porta infatti ad un aumento dell'albedo terrestre. Questo effetto è compreso sufficientemente bene ed è la causa un forzante radiativo negativo di circa 0,5 W/m² rispetto ai valori dell'epoca pre-industriale, che in parte riduce il forzante positivo (circa 2,4 W/m²), dovuto all'azione dei gas serra. L'aumento dell'albedo è comunque un effetto inomogeneo che si verifica in misura maggiore in prossimità delle grandi aree industriali, sebbene possano esserci effetti anche a scala emisferica e globale dovuti alla diffusione e al trasporto da parte della circolazione generale dell'atmosfera, come accade ad esempio nel caso dei solfati derivanti dall'attività vulcanica.
Il primo effetto indiretto è conosciuto anche come effetto Twomey. I solfati presenti in atmosfera possono agire come centri di condensazione e produrre un gran numero di gocce d'acqua molto piccole che possono diffondere la luce in maniera più efficiente che non una minore quantità di gocce più grandi.
Il secondo effetto indiretto, in realtà, è la somma di molteplici fenomeni che si ritiene siano conseguenza del maggior numero di nuclei di condensazione presenti in atmosfera. In particolare si ritiene che a questa classe di fenomeni si riconducano la scomparsa della pioviggine, l'aumento dell'altezza delle nuvole, una maggiore probabilità di formazione delle nuvole a bassa umidità e un maggior tempo di vita delle stesse, noto come effetto Albrecht.  I solfati possono anche produrre un cambiamento nella distribuzione delle particelle che può avere effetti sulle proprietà radiative delle nuvole in maniera non ancora ben compresa. Inoltre ulteriori fenomeni sono di tipo chimico.
Gli effetti indiretti producono un raffreddamento che si stima essere inferiore o uguale a 2 W/m², anche se le incertezze sono molto alte.  I solfati sono quindi responsabili del global dimming e possono aver agito mascherando gli effetti del riscaldamento globale.

## Anioni correlati
| Formula | Nome               |
| ------- | ------------------ |
| SO2−4   | solfato            |
| SO2−3   | solfito            |
| S2O2−8  | perossidisolfato   |
| SO2−5   | perossimonosolfato |
| S2O2−7  | pirosolfato        |
| S2O2−6  | ditionato          |
| S2O2−5  | metabisolfito      |
| S2O2−4  | ditionito          |
| S4O2−6  | tetrationato       |
| S2O2−3  | tiosolfato         |